# Веброн
Вебро́н (фр. Vebron или Vébron) — небольшая коммуна во французском департаменте Лозер, относится к округу Флорак.

## История
Название коммуны происходит от староокситанского слова vibro, означающего бобра. Это животное, нетипичное для Франции, но действительно встречающееся в этих местах, изображено и на гербе Веброна, созданном Жан-Клодом Молинье в 2001 году.

### Достопримечательности
- Церковь Сен-Пьер
- Замок Сальга

## География
Центр Веброна расположен приблизительно в 30 километрах к юго-западу от Манда. Расстояние до Парижа составляет около 520 километров.

## Фотогалерея

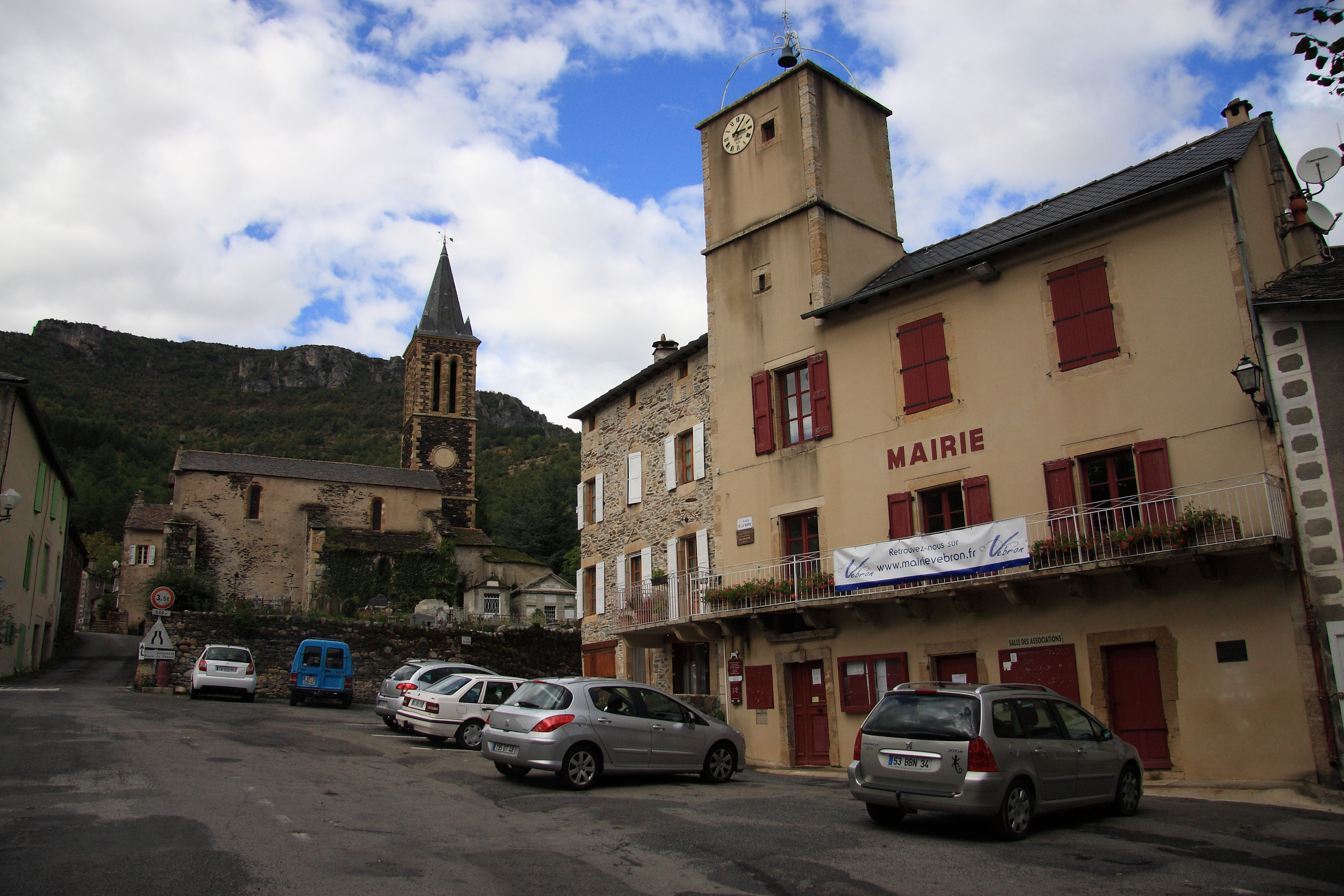
Мэрия и церковь Сен-Пьер
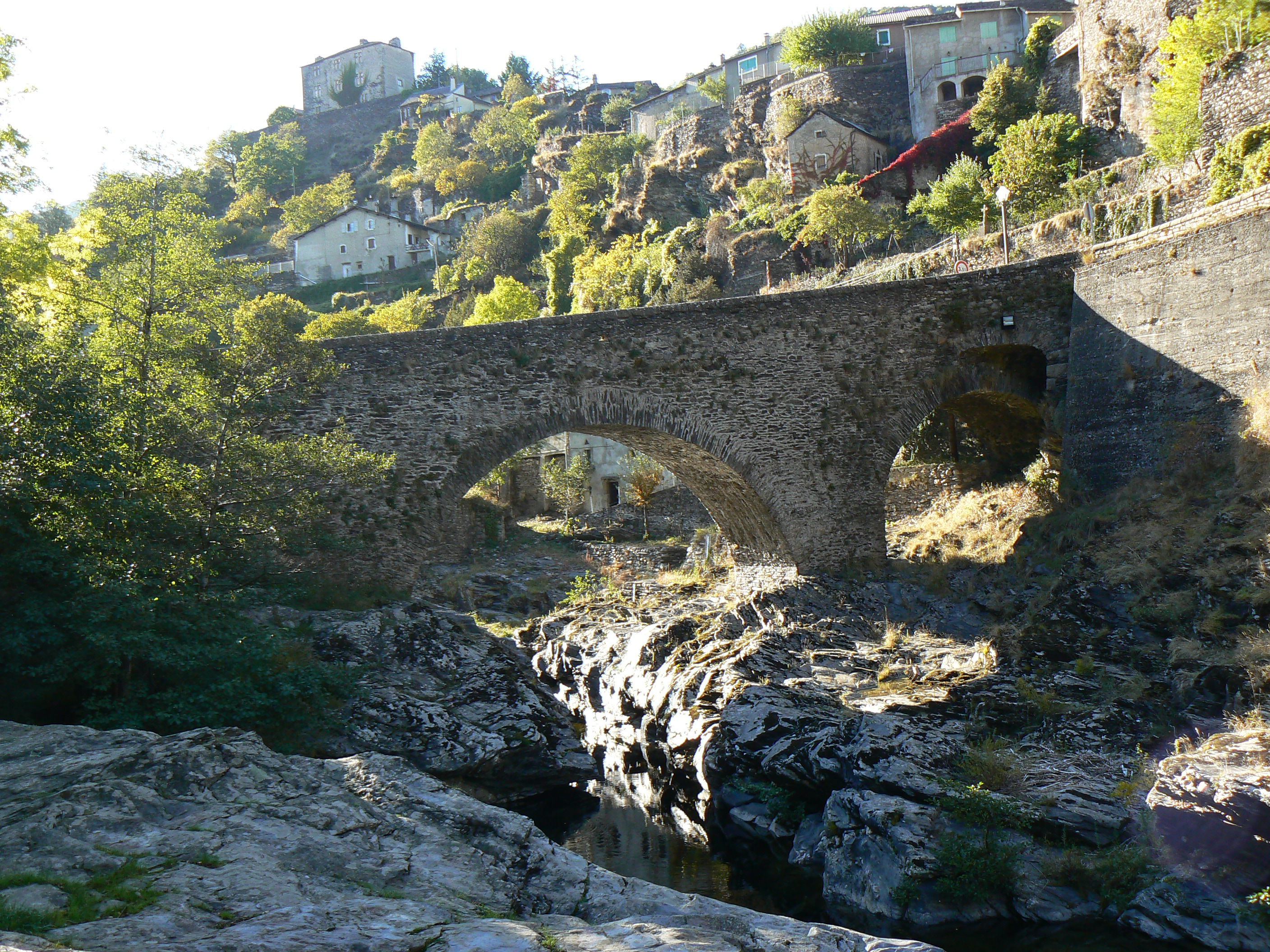
Мост в Веброне
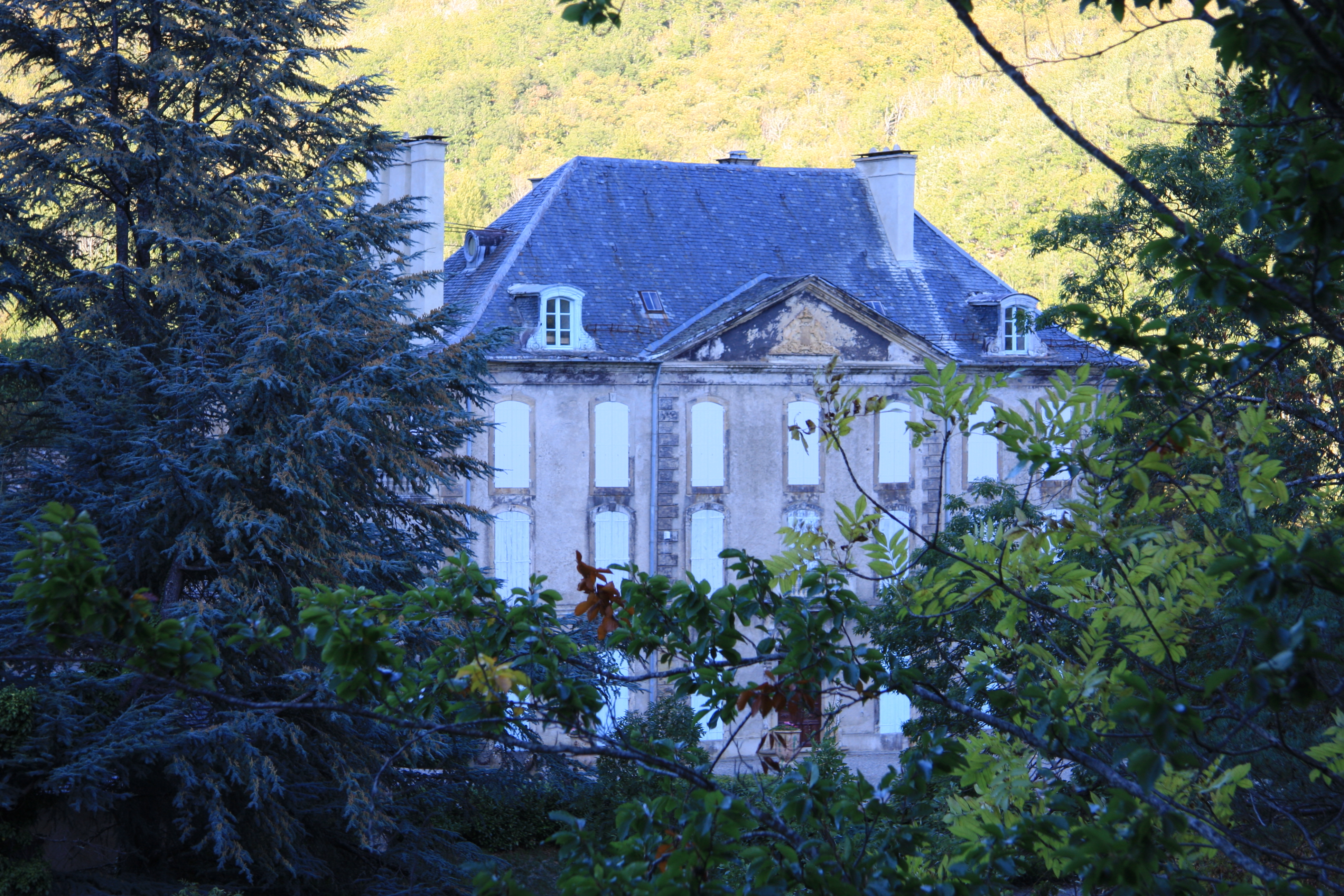
Замок Сальга